# 基隆·弗瑞曼
基隆·山繆·弗瑞曼（英語：Kieron Samuel Freeman；1992年3月21日—）是一位英格蘭足球運動員。在場上的位置是後衛。

## 外部連結
- 足球数据库：基隆·弗瑞曼的球员统计数据